# Psychotria iodotricha
Psychotria iodotricha är en måreväxtart som beskrevs av Johannes Müller Argoviensis. Psychotria iodotricha ingår i släktet Psychotria och familjen måreväxter. Inga underarter finns listade i Catalogue of Life.